# Ernst Lindblad
Ernst August Lindblad, född 28 augusti 1857 i Askersunds stadsförsamling, Örebro län, död 4 juli 1936 i Vårdinge församling, Stockholms län, var en svensk domänintendent och riksdagsman (högerpolitiker).
Lindblad var son till handlanden Oscar Lindblad i Askersund; hans farfar var också handlande i Askersund plus rådman, hans farfars far var dito. Ernst Lindblad studerade en tid i Uppsala, men slog sig på lantbruk, var arrendator i Södermanland 1879–1889 och var från 1889 till 1921 ägare av Närlunda i Björnlunda i Södermanlands län. 1902 förordnades han till domänintendent i samma län.
Lindblad valdes 1896 till riksdagsman i andra kammaren för Rönö, Hölebo och Daga härad. Från 1909 till och med lagtima riksdagen 1919 tillhörde han första kammaren, vald av Södermanlands läns landsting. I riksdagen intog Lindblad snart en framskjuten plats. Han blev ledamot av tillfälligt utskott 1898–1899, av arbetarförsäkringsutskottet 1900, av försvarsutskottet 1901, av bevillningsutskottet 1903–1906 och 1908, av särskilda utskottet 1905, av unionsutskottet vid de båda urtima riksdagarna 1905, av bankoutskottet 1907 och av rösträttsutskottet 1907. Sistnämnda år blev han även ledamot av försvarskommittén. 1911–1918 var han ledamot av jordbruksutskottet och 1919 ledamot av andra lagutskottet. I första kammaren nådde han ej riktigt samma inflytelserika ställning, som han intagit i andra kammaren, men räknades ändå till högerns kunnigaste och stridbaraste krafter och hade bland annat en framträdande del i kompromissen i rösträttsfrågan vid 1907 års riksdag. Efter författningsändringen 1919 lämnade Lindblad den aktiva politiken.
Lindblad var i sin politiska åskådning konservativ protektionist och agrar, med stor frimodighet och hurtighet samt en viss kärv humor; i vissa frågor visade han sig dock vara ganska moderat.
Han gifte sig 1885 med Anna Maria Östberg, grundare av Olaus Petristiftelsen. Ernst Lindblad var bror till överstelöjtnant Birger Lindblad.